# تامه (ویسکانسین)
تامه، ویسکانسین  (به انگلیسی: Tomah) شهری در شهرستان مونرو ایالت ویسکانسین است که در سال ۱۸۸۳ بنیان‌گذاری شده‌است. این شهر طبق سرشماری سال ۲۰۱۰ میلادی ۹٬۰۹۳ نفر جمعیت داشته‌است.